# Концерт для фортепіано з оркестром № 3 (Рахманінов)
Концерт для фортепіано з оркестром № 3 ре мінор, Op. 30 Сергія Рахманінова написаний 1909 року. Одночасно з цією роботою створювалися Перша соната для фортепіано і симфонічна поема «Острів мертвих». Твір присвячений американському піаністові Йосифу Гофману, який, однак, так і не виконав його.
Концерт вперше прозвучав 28 листопада 1909 у виконанні автора з нині неіснуючим Нью-Йоркським симфонічним товариством під управлінням Вальтера Дамроша в ході турне Рахманінова по Сполучених Штатах Америки. Цікаво, що через брак часу, Рахманінов розучував свій концерт на німій клавіатурі, яку узяв з собою на пароплав у США. Прем'єра концерту в Росії відбулася у квітні 1910 року.

## Структура
Складається з 3-х частин:
1. Allegro Ma Non Troppo (ре мінор)
2. Intermezzo: Adagio (фа-дієз мінор / ре-бемоль мажор)
3. Finale: Alla breve (ре мінор → ре мажор)